# Предгірний район
Предгі́рний ра́йон — адміністративна одиниця Росії, Ставропольський край. До складу району входять 15 сільських поселень.

## Географія
Район розташований в південно-західній частині Ставропольського краю.
У районі є гора Джуца перша.